# Botanischer Garten (Braunschweig)

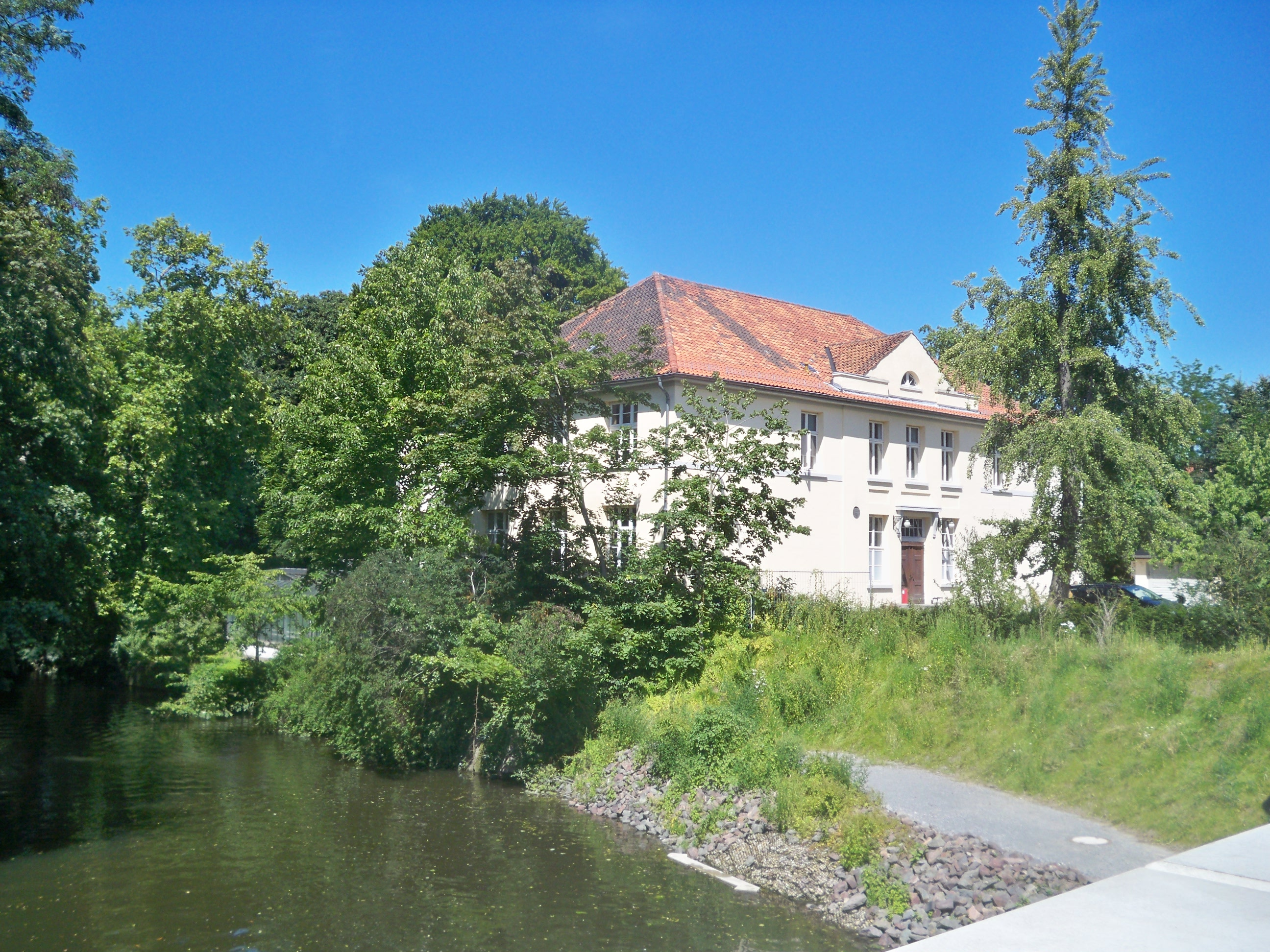
Das Institut für Pflanzenbiologie am Okerumflutgraben

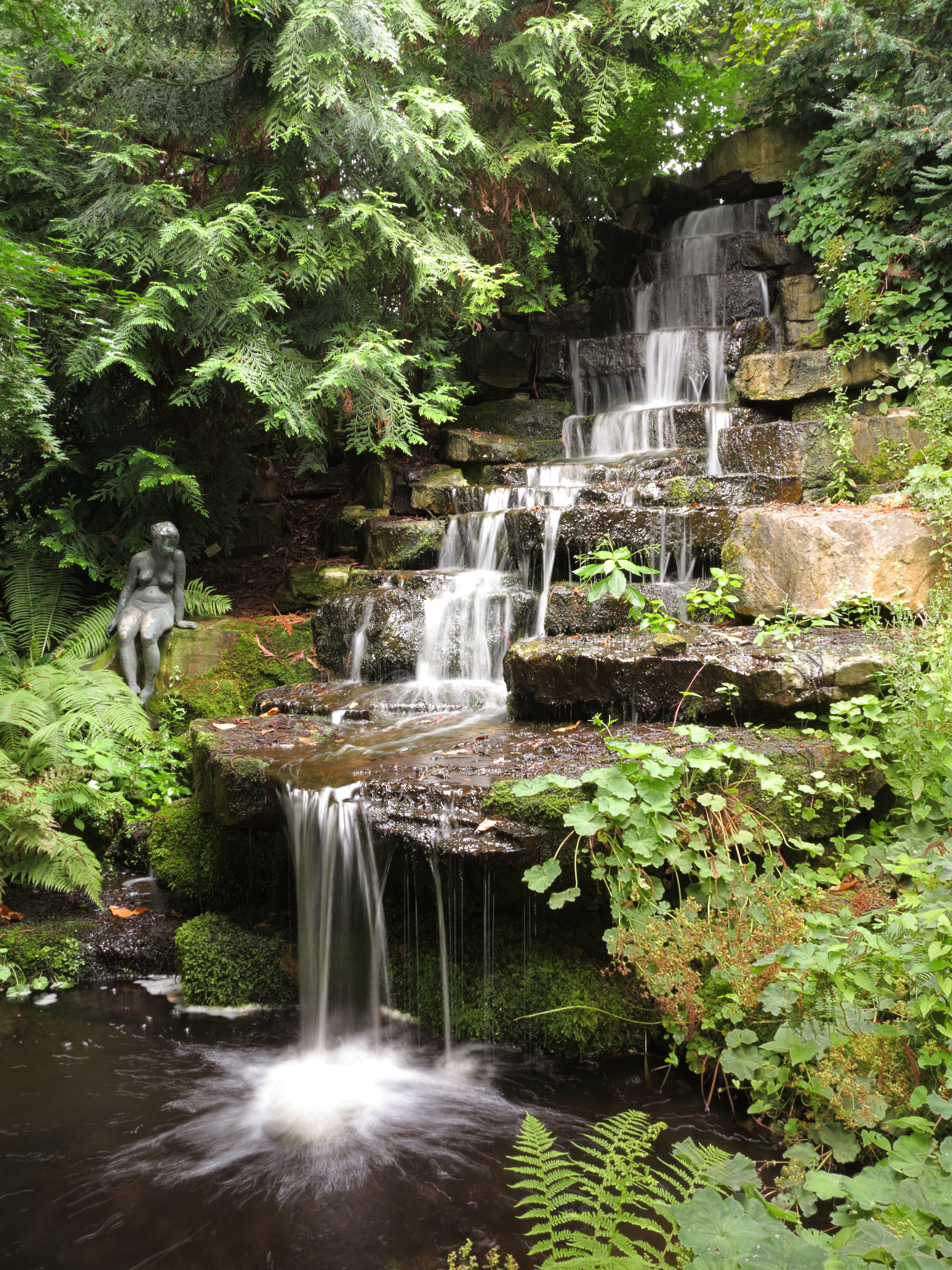
Künstlicher Wasserfall

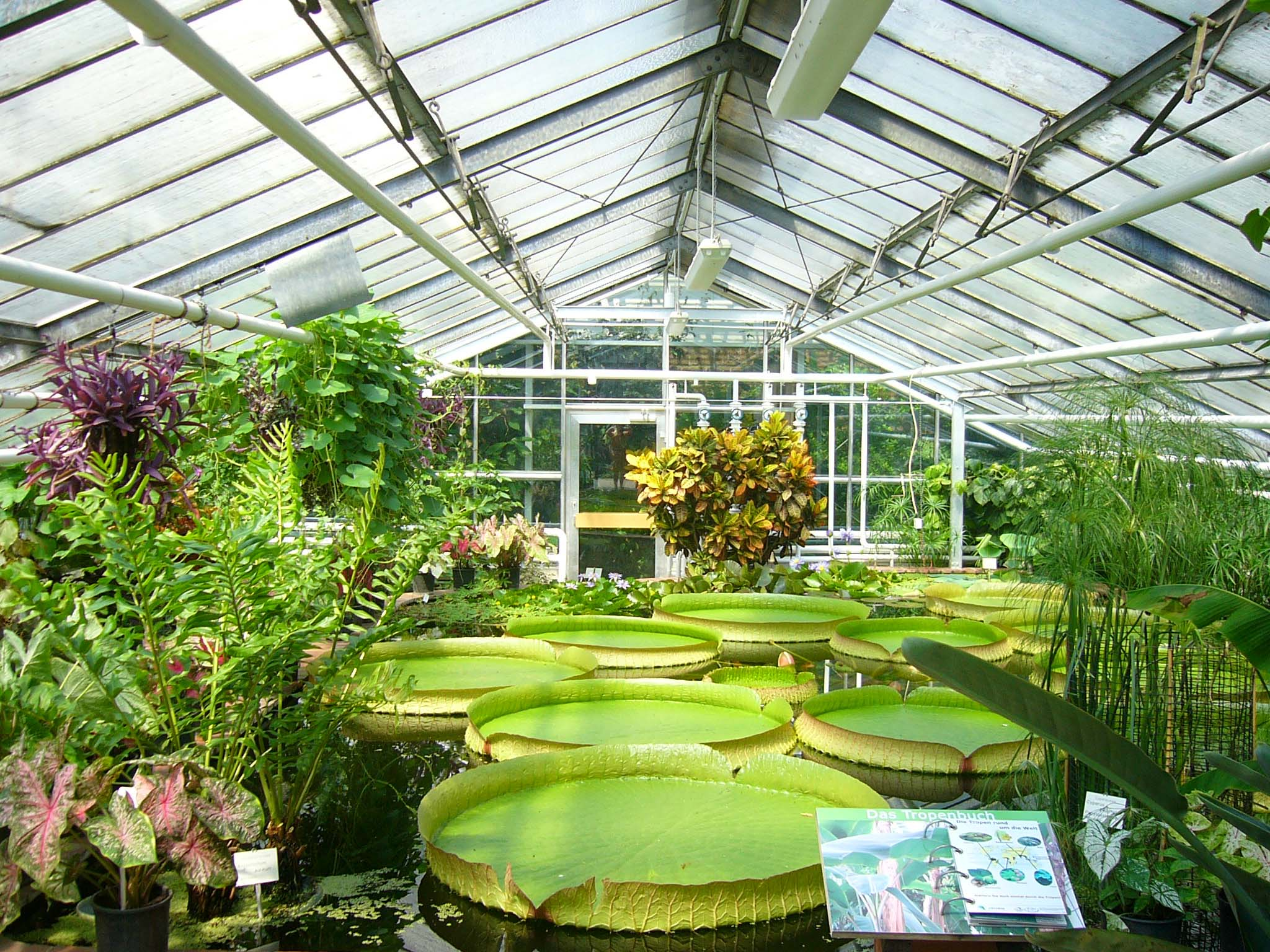
Blätter der Riesenseerose (Victoria cruziana) im Tropenhaus

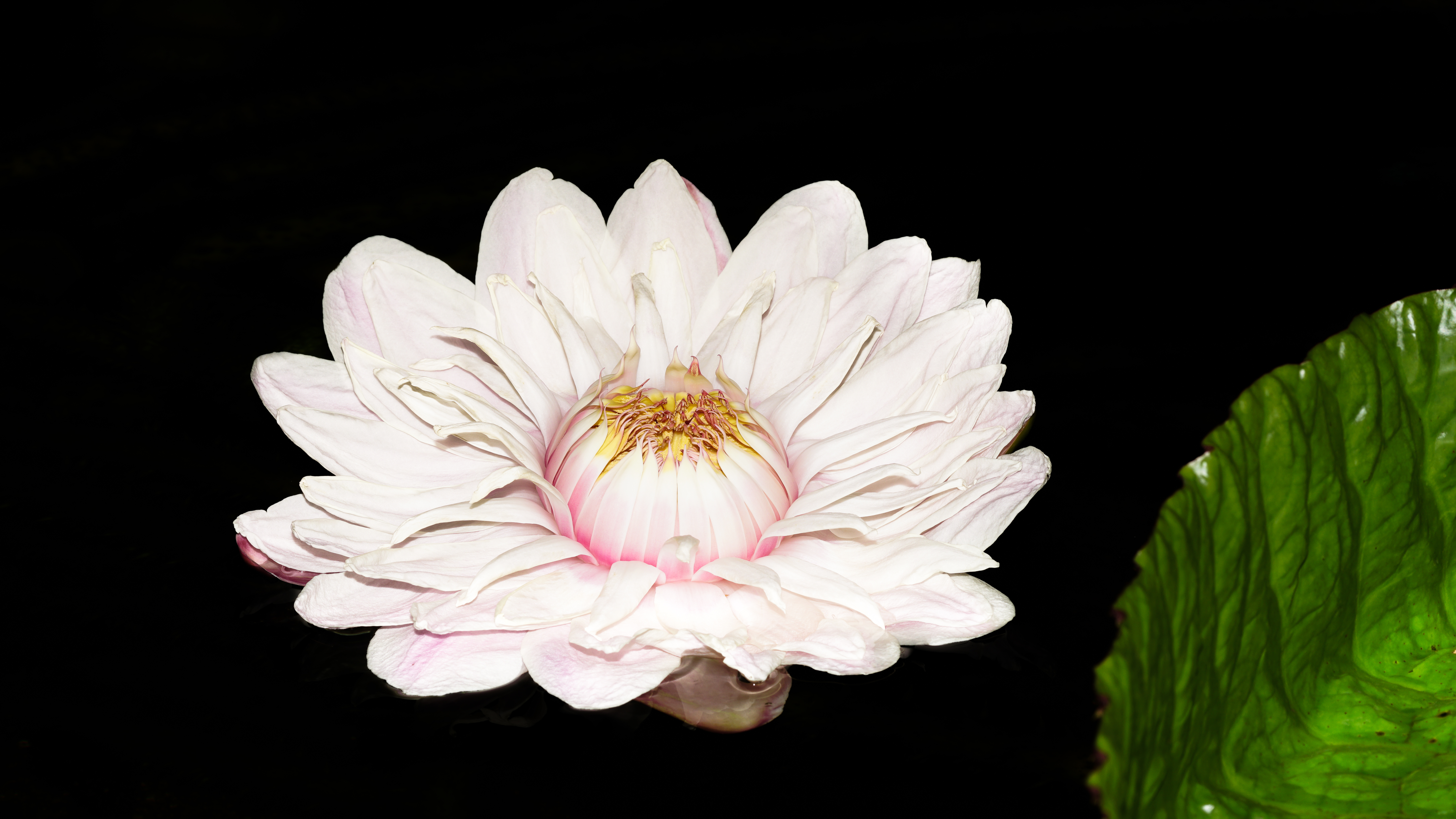
Seerose Victoria im August 2023

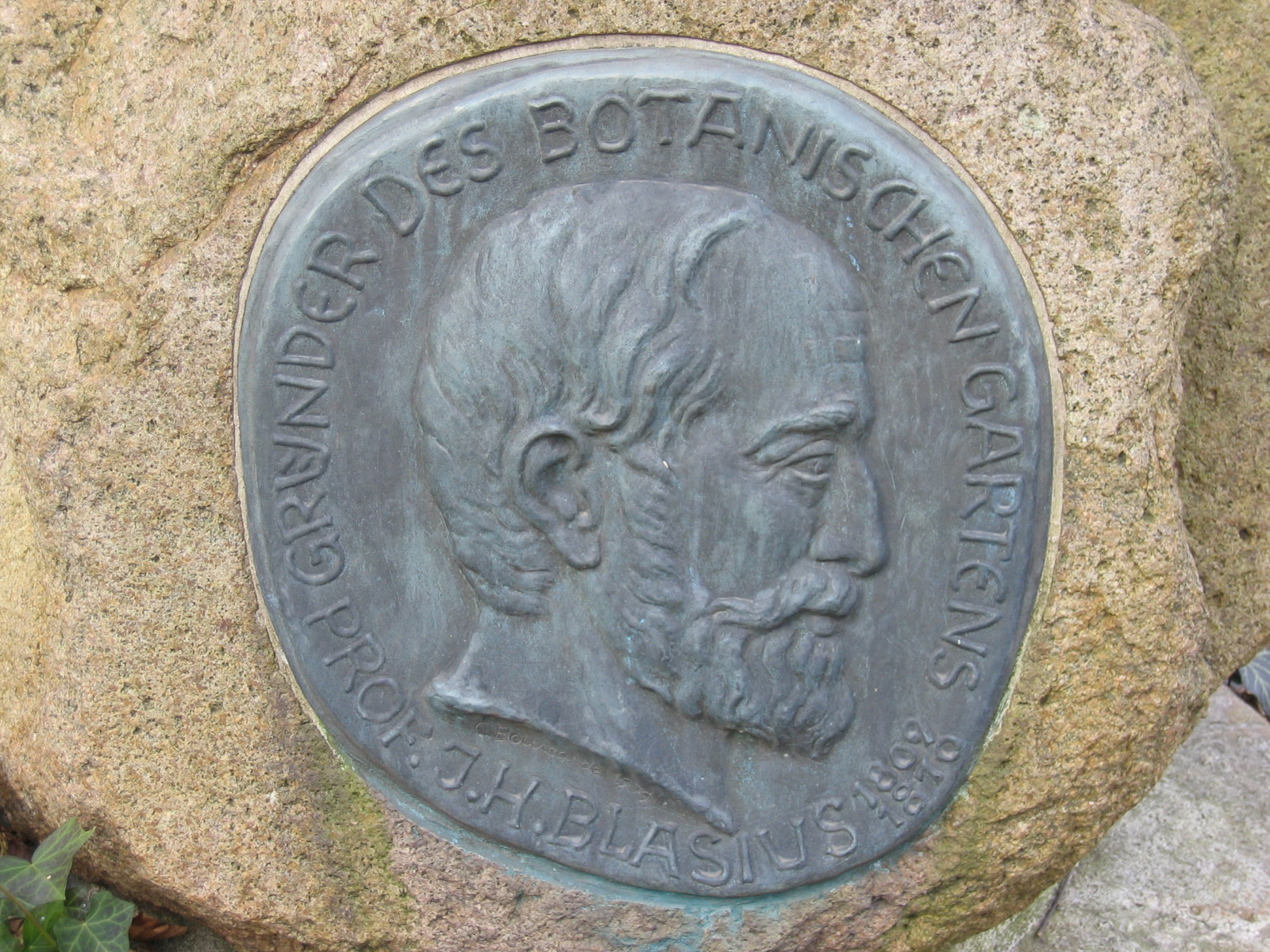
Relief Johann Heinrich Blasius’, Gründer des Botanischen Gartens

Der Botanische Garten der Technischen Universität Braunschweig ist der botanische Garten in Braunschweig. Er wurde 1840 am Ufer des östlichen Umflutgrabens der Oker angelegt.

## Lage
Der Botanische Garten liegt nordöstlich der Braunschweiger Innenstadt mit je etwa zwei Hektar Fläche nördlich und südlich der Humboldtstraße. Er wird durch die Oker im Westen und den Bültenweg im Osten begrenzt. Der Haupteingang befindet sich am historischen Torhaus des Fallersleber Tores an der Humboldtstraße 1. Daneben befindet sich das Institut für Pflanzenbiologie der Technischen Universität Braunschweig, dem der Botanische Garten untersteht.

## Geschichte
Ab 1828 befand sich auf dem westlichen Oker-Ufer der Garten des Anatomisch-Chirurgischen Instituts. Der Leiter des Gartens war der Professor Johann Heinrich Blasius. Da sich dieser Garten aber recht bald als zu klein erwies, setzte sich Blasius für eine vergrößerte Neuanlage ein. 1840 wurde der botanische Garten auf dem Gelände des ehemaligen herrschaftlichen Holzhofes angelegt. Der alte Teil des Gartens ging 1868 bei der Auflösung der Schule verloren.
Nach 1875 bzw. 1884 wurden eine Anlage für Wasser- und Sumpfpflanzen bzw. ein Alpinum angelegt. Um 1900 befanden sich rund 2700 Arten im Freigelände und 1200 in Gewächshäusern. Einige der 1840 gepflanzten Bäume stehen noch heute. 1926 wurde auf dem Gartengelände das Botanische Institut eingerichtet. Während des Zweiten Weltkrieges wurde der Garten durch Bombenangriffe, insbesondere in den Jahren 1944/45, teilweise zerstört, sodass er nach Kriegsende in großen Teilen neu angelegt werden musste. 1950 wurden die neu gebauten Gewächshäuser eröffnet. Das Alpinum wurde 1959 zum Nordhang verlegt.
Seit 1985 besteht ein rund 800 Quadratmeter großer Bauerngarten mit barocken Elementen. 1989 folgte die Anlage eines Wasserfalls mit einem Bachlauf in einer kleinen Schlucht. 1995 wurde die Gartenfläche durch Zukäufe auf etwa vier Hektar erweitert. Dieser neue Teil, der hauptsächlich der Forschung im Pflanzenbau dient, befindet sich rund 100 Meter südlich des Kerngebiets auf dem Gelände eines ehemaligen Sportplatzes. Er ist unter anderem den Sumpf- und Wasserpflanzen, der bedrohten Kulturlandschaft Streuobstwiese und der Beobachtung der natürlichen Gehölzsukzession gewidmet.
Am 31. März 2006 wurde ein neues Tropenhaus eingeweiht, in dem unter anderem eine Riesenseerosenart besichtigt werden kann. Im Februar 2010 wurde ein kleines Gewächshaus für fleischfressende Pflanzen eingerichtet.